# Kayapó
I Kayapó  sono un gruppo etnico del Brasile che ha una popolazione stimata in 8.638 individui (2012). Alcuni Kayapó sono convertiti al cristianesimo. Vivono in ambienti da foresta tropicale e sono in gran parte coltivatori e cacciatori. Loro si autodefiniscono "Mebêngôkre": "il popolo che venne dall'acqua".

## Lingua
Parlano la lingua kayapó, lingua che appartiene alla famiglia linguistica Jê. Kaiapó letteralmente significa "quelli che sembrano scimmie", nome derivato probabilmente da un caratteristico rituale che i Kayapó eseguono periodicamente e che li vede indossare maschere di scimmie. Tuttavia loro non usano questo termine per auto-identificarsi ma utilizzano il termine Mebêngôkre che sta per "gli uomini del posto dell'acqua".

## Insediamenti
Vivono nello stato brasiliano del Mato Grosso e a sud del Pará, sui fiumi Iriri, e sui fiumi Fresco e Bacajá, tutti affluenti dello Xingu, un'area quasi interamente coperto di foresta pluviale equatoriale tranne la regione ad oriente dove vi sono per lo più zone di boscaglia. Abitano diciassette villaggi.

## Storia

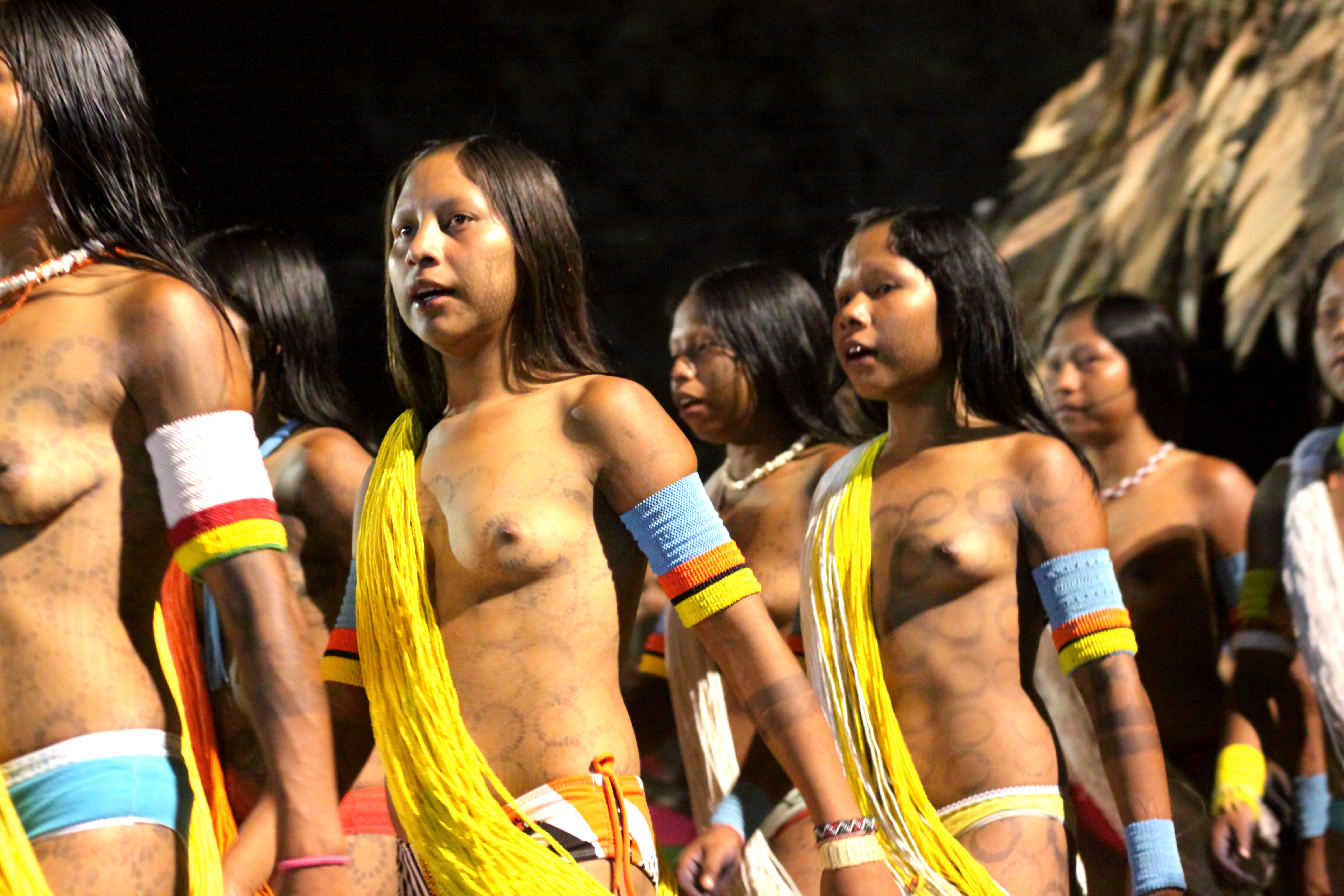
Giovani donne Kayapó nel corso di un rituale

I Kayapó sono stati menzionati per la prima volta nel XIX secolo. Secondo i resoconti dell'epoca, vivevano divisi in tre grandi sottogruppi nelle zone del corso inferiore del fiume Tocantins: gli Irã'ãmranh-re ("coloro che vagano nelle pianure"), i Kumrenhtx Goroti ("gli uomini del gruppo grande") e i Porekry ("gli uomini del piccolo bambù"). I primi contatti con i "bianchi" furono a dir poco disastrosi per i Kayapó: i colonizzatori e gli esploratori attaccavano i villaggi e sequestravano i più giovani per farli lavorare come schiavi. A seguito di questi attacchi i Kayapó fuggirono verso ovest. In questo periodo ci fu una scissione all'interno dei gruppi Kayapó: da una parte coloro che, stanchi dei conflitti con gli uomini bianchi, intendevano stabilire rapporti di pace, dall'altra coloro che si opposero fortemente all'idea adducendo che le malattie contagiose che avevano attaccato i membri della tribù dopo l'arrivo dei colonizzatori avrebbero finito per annientare l'intera popolazione. Queste divisioni portarono ad una frammentazione in sottogruppi ancora maggiore rispetto ai tre sottogruppo originari. Nel corso degli anni trenta e degli anni quaranta l'intero sottogruppo dei gruppo Irã'ãmranh-re si estinse mentre i Porekry furono decimati. I Goroti Kumrenhtx e i membri che restavano dei Porekry rifiutarono definitivamente ogni rapporto formale con i colonizzatori migrando verso la foresta pluviale, creando nuove comunità ed attaccando tutti gli stranieri che si avvicinavano ai villaggi.
Grazie alla passione del Padre saveriano Renato Trevisan che tra questo piccolo popolo dell'Amazzonia visse trent'anni circa della propria vita, il Museo d'arte cinese ed etnografico di Parma raccoglie gli spettacolari ornamenti di piume di uccello, armi, utensili domestici di legno e paglia, giacché i Kayapò mai hanno sviluppato l'arte del ferro e della terracotta.

### Storia recente

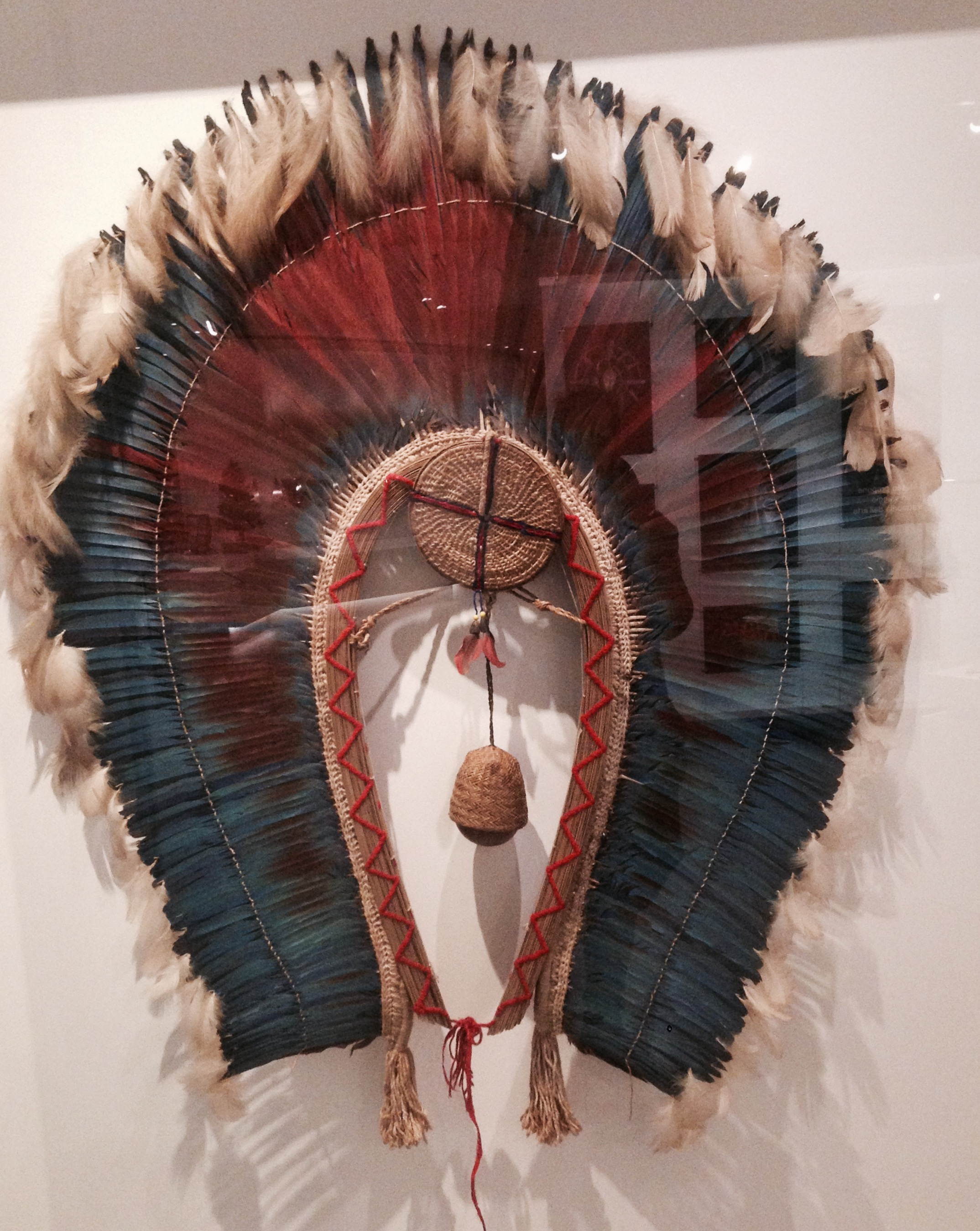
Il grande Diadema Krôkrôk-tire esposto a Parma presso il Museo d'arte cinese ed etnografico

Mediante l'uso dei mass media, richiamando l'attenzione internazionale, sono riusciti ad avere il potere politico sulle proprie terre.  Nello stesso tempo le attività minerarie e la deforestazione rischiavano di distruggere la foresta pluviale, e con ciò il loro stesso modo di vivere. In risposta i Kayapo usarono tattiche energiche per relegare minatori e disboscatori in aree circoscritte, ed anche per affermarsi come potenza economica. In seguito essi furono di nuovo minacciati da un progetto governativo segreto mirante a costruire nelle loro terre una serie di dighe per centrali idroelettriche.  Sotto la guida di Paulinho Paiakan fu organizzata dai Kayapo una grande dimostrazione, che attirò l'attenzione dei media in tutto il mondo. La dimostrazione ebbe luogo nel sito stabilito per la costruzione della prima diga, ad Altamira nel Parà, durò parecchi giorni ed esercitò una forte pressione, sia sulla Banca Mondiale, sia sul governo brasiliano. Anche la rockstar Sting partecipò alla dimostrazione. Di conseguenza la Banca Mondiale negò il prestito che doveva essere usato per la costruzione della diga e il governo brasiliano ritirò il progetto.
Sono l'unica tribù amazzonica ad aver comprato un piccolo aeroplano: tramite un pilota brasiliano controllano periodicamente il loro territorio contro gli intrusi.

## I gruppi

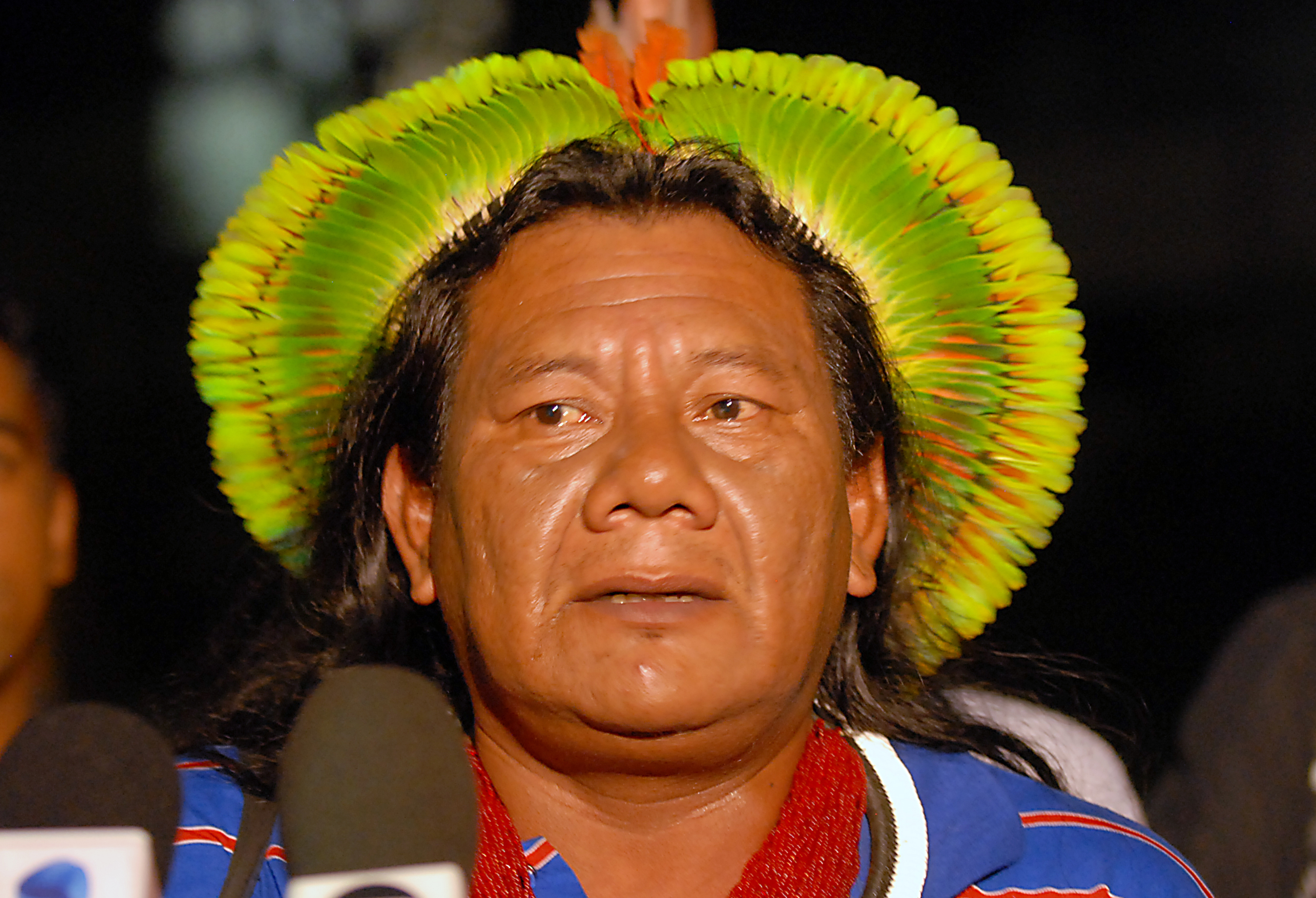
Akiaboro, leader di tutti i gruppi Kayapó parla alla stampa nel corso della 13ª Reunião Ordinária da Comissão Nacional de Política Indigenista

I gruppi e sottogruppi identificabili con l'etnia dei Kayapó sono vari e numerosi. Alcuni di questi sono migrati in maniera permanente all'interno della foresta pluviale e molti dei loro villaggi sono quasi del tutto inaccessibili mentre altri gruppi hanno accettato, loro malgrado, l'integrazione con i colonizzatori e con i funzionari governativi che hanno cercato, a fasi alterne, di pacificare questi gruppi per evitare le continue tensioni nell'area.
- Goroti Kumrenhtx
  - Gorotire
    - Gorotire
    - Kuben-Kran-Krên
    - Kôkraimôrô
    - Kararaô

  - Mekrãgnoti
    - Mekrãgnoti
    - Metyktire
- Irã'ãmranh-re (estinti)
  - Kren-re (estinti)
  - Nhangagakrin (estinti)
  - Kuben Ken Kam (estinti)
  - Me Mranh Mejôt´yr(estinti)
- Xikrin (Purukarw`yt)
  - Xikrin (Purukarw`yt)
  - Kôkôrekre
  - Djo-re (Diore)